# Qal'at Ibn Ma'n

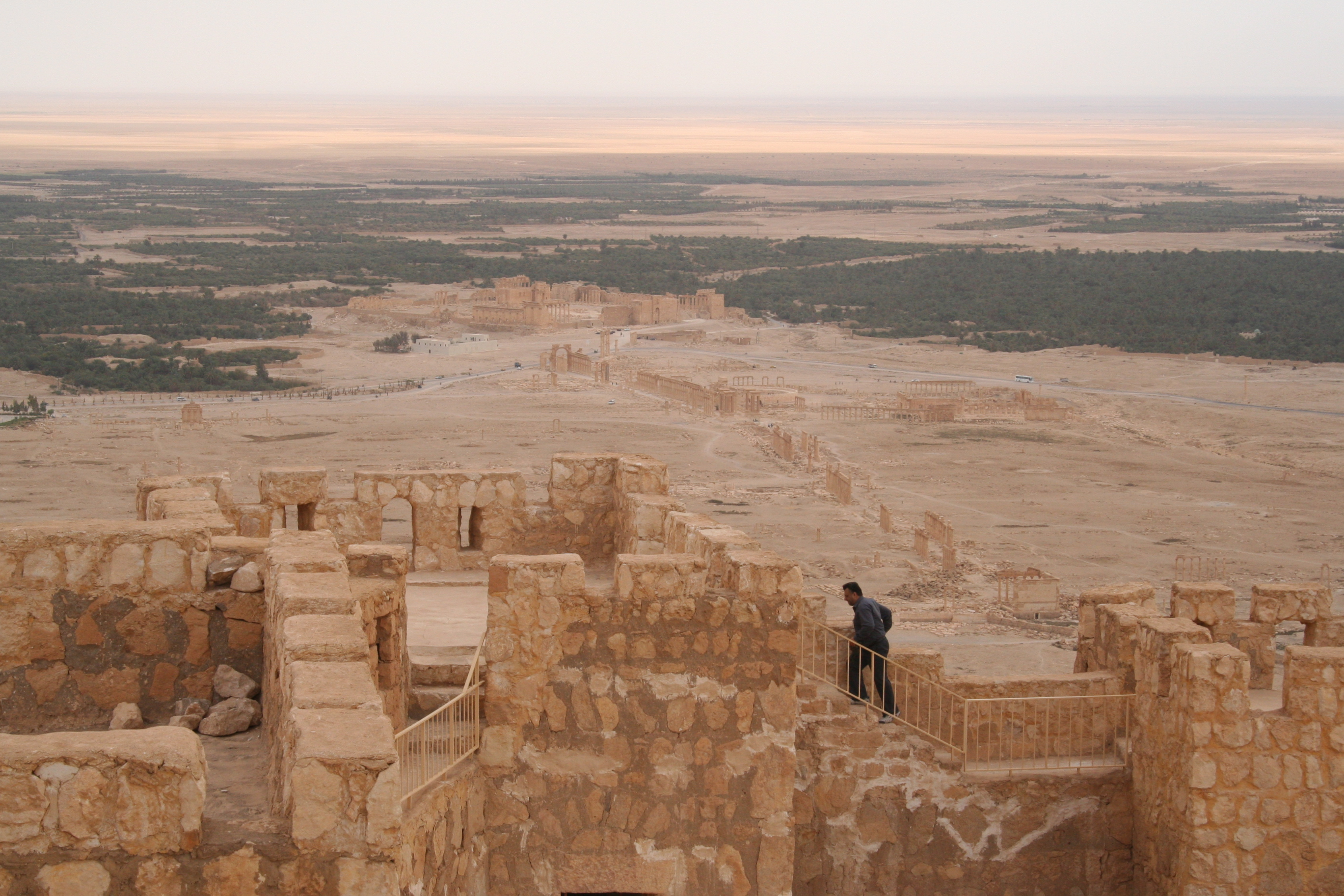
Vista de les ruïnes de Palmira des del castell

Qal'at Ibn Ma'n, també conegut com a castell de Fakhr-al-Din al-Ma'ani o simplement Castell de Palmira, és un castell que forma part del conjunt de ruïnes de l'antiga ciutat de Palmira a la província d'Homs, Síria.
El castell es creu que va ser construït pels mamelucs en el segle xiii en un turó alt que mira cap al lloc històric de Palmira. El seu nom prové de l'emir druso Fakhr-ad-Din II, qui va estendre els dominis drusos a la regió de Palmira durant el segle xvi.
El castell i Palmira van esdevenir un Patrimoni de la Humanitat per la UNESCO el 1980 reconeixent el conjunt de les ruïnes monumentals de la que va ser una gran ciutat i un dels centres culturals més importants del món antic. El 2007 també va ser designat monument nacional de Síria amb una zona de protecció al seu entorn.
El castell s'ubica sobre una gran roca que li permetia tenir una posició ben defensada per una fortificació amb murs gruixuts i alts, que va estar envoltada per un fossat amb un únic accés disponible a través d'un pont llevadís.
El 2013 va ser incorporat a la llista de Llocs de Patrimoni de la Humanitat en perill a causa de la guerra civil siriana actual. El govern sirià va informar que hi havia hagut "actes d'excavació il·legal en tombes encara no explorades de Palmira". Hi ha també proves gràfiques que mostren tancs de l'exèrcit governamental fent servir la Gran Columnata de Palmira com a carretera.